# Cambodge aux Jeux olympiques d'été de 2024
Le Cambodge participe aux Jeux olympiques de 2024 à Paris. Il s'agit de sa 11e participation à des Jeux olympiques d'été.
La délégation compte onze membres dont trois sportifs. L'athlète Chhun Bunthorn (en) est le porte-drapeau de cette délégation.

## Nombre d’athlètes qualifiés par sport
Voici la liste des qualifiés et sélectionnés par sport (remplaçants compris) :
| Sport      | Hommes | Femmes | Total |
| ---------- | ------ | ------ | ----- |
| Athlétisme | 1      | 0      | 1     |
| Natation   | 1      | 1      | 2     |
| Total      | 2      | 1      | 3     |

## Résultats

### Athlétisme
Chhun Bunthorn a remporté une médaille d'or en athlétisme aux 32e Jeux d’Asie du Sud-Est sur 800 mètres.
| Athlètes       | Épreuve       | Premier tour  | Premier tour | Repêchage     | Repêchage | Demi-finales | Demi-finales | Finale  | Finale  |
| Athlètes       | Épreuve       | Temps         | Rang         | Temps         | Rang      | Temps        | Rang         | Temps   | Rang    |
| -------------- | ------------- | ------------- | ------------ | ------------- | --------- | ------------ | ------------ | ------- | ------- |
| Chhun Bunthorn | 800m masculin | 1 min 53 s 31 | 52e          | 1 min 53 s 42 | 31e       | Éliminé      | Éliminé      | Éliminé | Éliminé |

### Natation
Le Cambodge a reçu deux quotas d'universalité de la FINA : Antoine De Lapparent est un nageur Franco-Cambodgien de 18 ans et Apsara Katarina Sakbun est une nageuse Américano-Cambodgienne de 23 ans.
| Athlète              | Épreuve                 | Séries  | Séries | Demi-finales | Demi-finales | Finale   | Finale   |
| Athlète              | Épreuve                 | Temps   | Rang   | Temps        | Rang         | Temps    | Rang     |
| -------------------- | ----------------------- | ------- | ------ | ------------ | ------------ | -------- | -------- |
| Antoine De Lapparent | 100 m nage libre hommes | 52 s 95 | 67e    | Éliminé      | Éliminé      | Éliminé  | Éliminé  |
| Apsara Sakbun        | 50 m nage libre femmes  | 26 s 90 | 30e    | Éliminée     | Éliminée     | Éliminée | Éliminée |